# Elektrický pohon

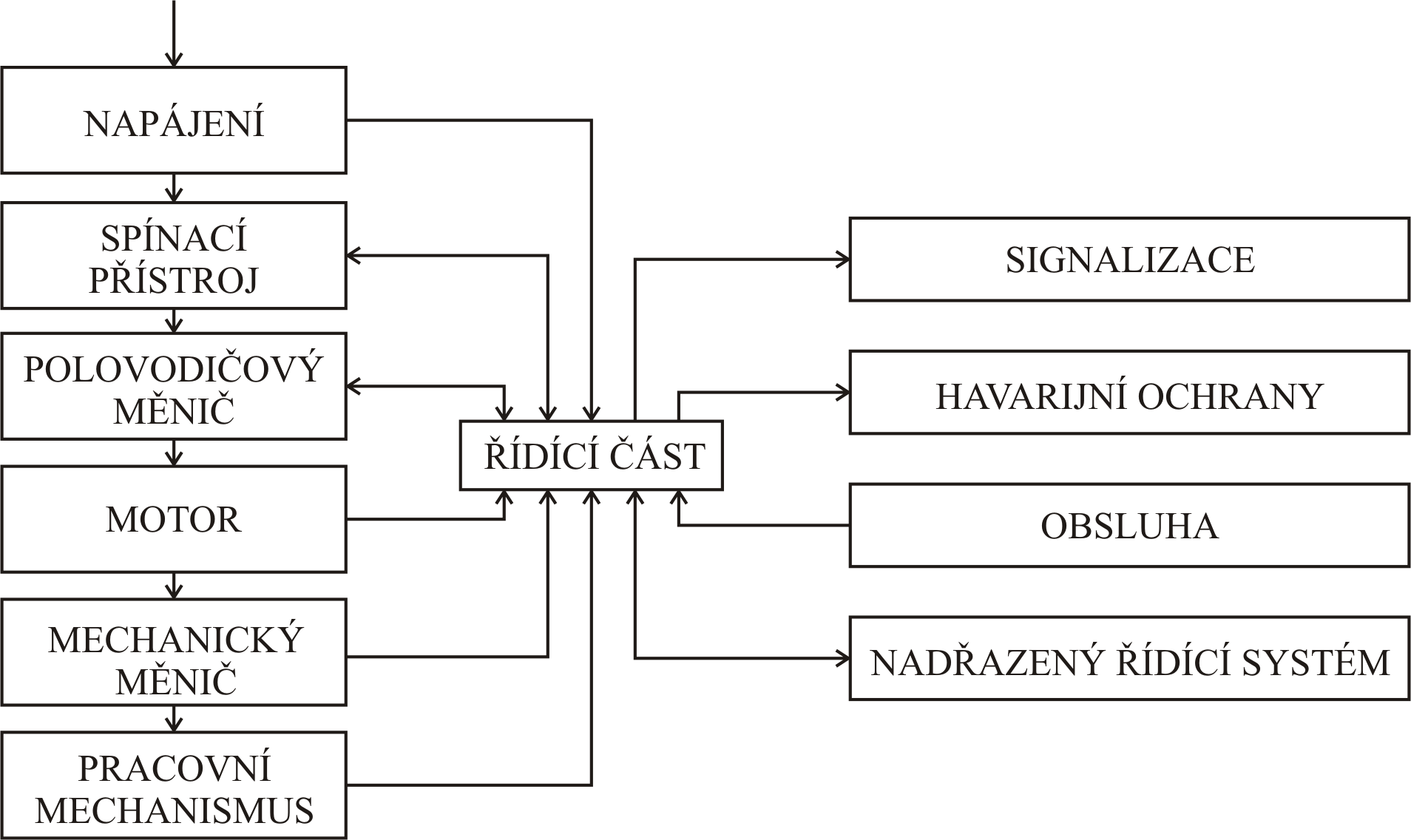
Blokové schéma elektrického pohonu

Elektrický pohon je označení pro soubor všech technických prostředků zajišťujících pohon nějakého strojního mechanismu za pomocí elektrické energie, zpravidla za pomocí nějakého elektromotoru, který pak obvykle tvoří základní část elektrického pohonu.

## Prvky elektropohonu
Prvky elektrického pohonu jsou například napájecí, regulační, ovládací, řídící, signalizační zařízení a další prvky, jež prakticky zajišťují požadované parametry přeměny elektrické energie dodávané z vnějšího prostředí (například z napájecí elektrorozvodné sítě, z baterie apod.) na mechanickou energii požadovaných parametrů. Součástí pohonu tedy bývá i celá řada dalších elektrických strojů, přístrojů či jiných specializovaných zařízení (např. řízený usměrňovač elektrického proudu, měřící přístroje, signalizační prvky, vypínače proudu, motorové jističe, různé regulační mechanismy včetně ovládacího počítače atd.).

## Rozdělení elektropohonů
Rozdělení podle pohybu:
- točivý
- přímočarý

Rozdělení podle řízení otáček:
- jednorychlostní motory
- vícerychlostní motory
- s plynule nastavitelnou rychlostí

## Aplikace
S běžnými elektrickými pohony se velmi často setkáváme např. u kolejových železničních vozidel, vozů metra, tramvají, trolejbusů, při provozu lanovek, lyžařských vleků, výtahů, pásových dopravníků, jeřábů a mnoha dalších strojních mechanismů. Elektrický pohon pak zpravidla tvoří podstatnou část elektrické výzbroje příslušného stroje.

## Výhody a nevýhody

### Výhody
- Elektrický pohon je proveditelný pro jakýkoli výkon
- Široký rozsah momentů
- Rozsah otáček
- Umí se přizpůsobit podmínkám, ve kterých pracuje
- Není zdrojem zplodin při své práci
- Nízká úroveň hluku
- Okamžitá provozuschopnost
- Jednoduchá obsluha a údržba
- Snadné řízení a ovladatelnost
- Nízké ztráty naprázdno, vysoká účinnost, vysoká krátkodobá přetížitelnost
- Nevytváří vibrace ani pulzační momenty
- Dlouhá životnost
- Jednoduché konstrukční přizpůsobení zátěže
- Levné uložení, napojení

### Nevýhody
- Elektrický pohon je závislý na okamžité dodávce elektrické energie
- Nemá dobrý poměr mezi hmotností a výkonem